# جو مریخ
جو مریخ (به انگلیسی: Atmosphere of Mars) از ۹۵٫۳۲ درصد دی‌اکسید کربن، ۲٫۷ درصد نیتروژن، ۱٫۶ درصد آرگون و ۰٫۴ درصد اکسیژن، مونوکسید کربن و دیگر گازها تشکیل شده‌است. پوستهٔ سنگی، گوشتهٔ نیمه‌جامد از سنگ‌های سیلیکاتی و هستهٔ کوچک و احتمالاً جامد آهنی ساختار چهارمین سیارهٔ منظومهٔ خورشیدی را شکل می‌دهند.
جو مریخ کاملاً غبارآلوده است و به همین سبب آسمان این سیاره از روی سطح آن به رنگ نارنجی یا قهوه‌ای کم‌رنگ دیده می‌شود.
تاریکی مداوم در زمستان سرد هر قطب می‌تواند تا میزان ۲۵ درصد از دی‌اکسید کربن را به صورت یخ خشک کلاهک قطبی درآورد و سبب کاهش فشار جوی در آن منطقه شود. در همین زمان در آن سوی دیگر تابش نور خورشید کلاهک قطب دیگر را گرم می‌کند. این پدیده دگرگونی‌های قابل توجهی را در فشار جو و نسبت درصدی عناصر تشکیل‌دهندهٔ آن به وجود می‌آورد.